# Garcí Ximénez
Garcí Ximénez o García Ximénez  (717–¿758?), ungido en 717 con la conformidad del Papa Gregorio II, fue el primer monarca peninsular ungido como tal tras la muerte de Roderico. A este monarca se le debe la primera reconquista de tierras ocupadas: en 724 la villa de Ainsa, en la actual Huesca y su comarca el Sobrarbe. Tras esta acción se le reconoció como Primer Rey de Sobrarbe siendo el título únicamente nominal sin interacción del papado. La reconquista de Ainsa por parte de este monarca dio al actual Escudo de Aragón dos de sus cuatro cuarteles: la encina con la Cruz flamígera y la Cruz mal llamada "de Arista".  
Garci Ximénez forma parte de los llamados siete reyes legendarios del Sobrarbe, siendo el primero de ellos, muchos de los cuales lo son al mismo tiempo del reino de Pamplona. Posible padre o pariente de Jimeno el Fuerte de Pamplona, que fue el primer Rey dentro de la Dinastía Jimena, no debe ser confundido con el hijo de este del mismo nombre.

## Biografía

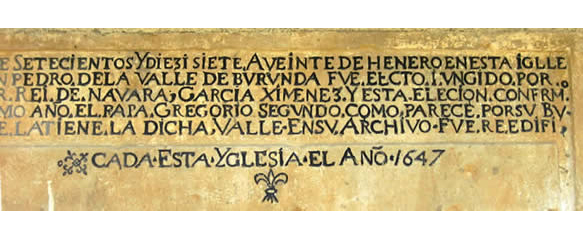
Dintel de Alsasua

Como la mayoría de los primeros reyes cristianos del Sobrarbe y Ribagorza, su historia se confunde con lo legendario. En este caso no hay fundamentos históricos claros, a excepción de una inscripción en el dintel de la puerta principal de la ermita de San Pedro de Alsasua en Navarra, que proclama la coronación de García Ximénez como primer rey del reino de Pamplona (el que después sería reino de Navarra) el 20 de enero del año 717, sin embargo la iglesia fue reedificada en 1647, por lo que es posible que la transcripción no sea exacta. La inscripción dice así: 

Año de setezientos y diez y siete a veinte de henero en esta iglesia de San Pedro de la Balle de Burunda fue electo y unjido por primer Rey de Nabarra García Ximénez, y esta elección confirmó el mismo año el Papa Gregorio Segundo, como parece por su Bula, que la tiene la dicha Balle en su Archibo; fue redificada esta iglesia el año de mil seiscientos quarenta y siete.

Según la leyenda, hacia 724 conquistó Aínsa a los musulmanes tras una dura lucha en la cual, cuando los cristianos ya casi habían sido vencidos, apareció una cruz de fuego encima de una carrasca, el mítico árbol de Sobrarbe, que dio fuerzas a los ejércitos cristianos para ganar la batalla.
La elección de Garci Ximénez como caudillo de los aragoneses también tiene origen mitológico. Se dice que trescientos hombres que estaban reunidos en el monasterio de San Juan de la Peña lo aclamaron de pronto al unísono sin haberlo acordado previamente.
Aparece en la Crónica de San Juan de la Peña como hombre sin genealogía que representaba al habitante de la montaña.